# 자유 소프트웨어 재단
자유 소프트웨어 재단(영어: Free Software Foundation 줄여서 FSF)은 미국의 자유 소프트웨어 관련 재단이다. 자유 소프트웨어의 생산과 보급을 장려하기 위해 리처드 스톨만이 세운 재단으로, 주로 컴퓨터 소프트웨어를 만들어 배포하고 수정하는 보편적인 자유를 제고한다. 설립 이후부터 1990년대 중반까지 자유 소프트웨어 재단 기금은 GNU 프로젝트의 자유 소프트웨어를 작성하기 위해 소프트웨어 개발자를 고용하는데 대부분 사용되었다. 1990년대 중반 이후로 이 재단의 직원들과 자발적인 기여자들은 대개 자유 소프트웨어 운동과 자유 소프트웨어 커뮤니티를 위한 법적, 구조적 문제에 대한 작업을 처리하고 있다. 2002년 11월 25일, 자유 소프트웨어 재단은 자유 소프트웨어 재단 연합 멤버십 프로그램을 시작했다. 목표를 지속하기 위해 오직 자유 소프트웨어만이 FSF의 컴퓨터에 사용된다.

## 현재 진행 중인 활동
- GNU 프로젝트
- GNU 라이선스
- GNU 프레스
- 자유 소프트웨어 디렉터리
- 자유 소프트웨어의 정의 관리
- 프로젝트 호스팅
- 정치 운동-자유 소프트웨어 운동
- 한 해의 상 (FSF 자유 소프트웨어 상)

## 같이 보기
- GNU
- 리처드 스톨만
- 자유 소프트웨어
- 자유 소프트웨어 운동
- 자유 문화 운동
- OSDL